# Exoprosopa novaeformis
Exoprosopa novaeformis är en tvåvingeart som beskrevs av Mario Bezzi 1924. Exoprosopa novaeformis ingår i släktet Exoprosopa och familjen svävflugor.
Artens utbredningsområde är Moçambique. Inga underarter finns listade i Catalogue of Life.